# Fregola

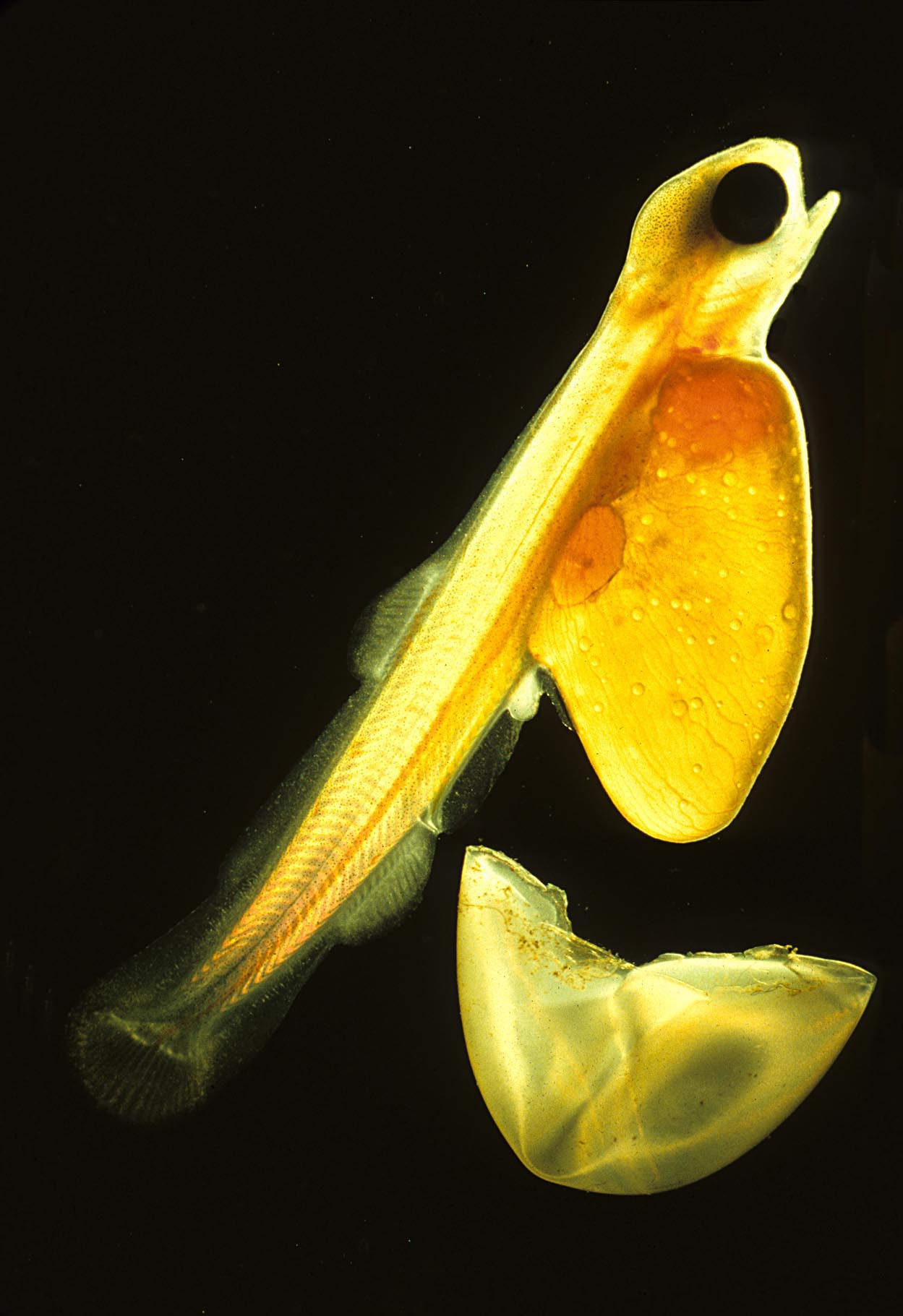
Un avannotto di
salmone

La fregola, in ittiologia, è il periodo in cui avviene la deposizione delle uova nell'acqua da parte delle femmine di una specie. Questo termine è riferito principalmente ai pesci d'acqua dolce. Il nome deriva dal fatto che molti Cyprinidae usano strofinarsi alle pietre del fondo del fiume durante il corteggiamento.